# Comuna Central (Neiva)
Denominada Comuna Central o Cuatro de la ciudad de Neiva. La Comuna 4 está localizada en el centro del área urbana sobre la margen derecha del Río Magdalena, entre las cuencas de la Quebrada La Toma y el Río del Oro. Limita al norte con la Comuna 3; al oriente con la Comuna 5 y la Comuna 7; al sur con la Comuna 6; y al occidente con el municipio de Palermo. La Comuna 4 hace parte de la UPZ La Magdalena.

## Límites
Partiendo desde el punto de la carrera 15 sobre el Río del Oro, se sigue por este Río hasta su desembocadura en el Río Magdalena, de ahí se sigue aguas abajo por el Río Magdalena hasta la desembocadura de la quebrada La Toma, por esta se sigue aguas arriba hasta la intersección de la carrera 16, siguiendo por esta en sentido sur hasta la Estación del Ferrocarril y se sigue por la carrera 15 hasta el puente sobre el Río del Oro punto de partida.

## Barrios

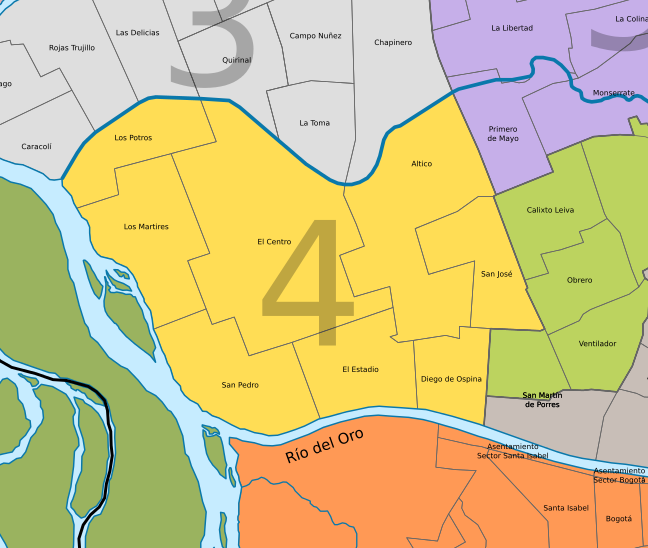
Comuna Central, división barrial.

En la comuna 4 central están los barrios más antiguos de la ciudad que mantienen su nombre y otros aunque más nuevos también forman parte de los barrios más tradicionales de la ciudad, esta comuna está conformada por 8 barrios:
| Barrio          | Sectores y/o Urbanizaciones |
| --------------- | --------------------------- |
| Altico          | Altico                      |
| Diego de Ospina | Diego de Ospina             |
| El Centro       | El Centro                   |
| El Estadio      | El Estadio                  |
| Los Mártires    | Los Mártires                |
| Bonilla         | Los Potros                  |
| Bonilla         | Bonilla                     |
| Bonilla         | La Unión                    |
| San José        | San José                    |
| San José        | Modelo                      |
| San Pedro       | San Pedro                   |
| San Pedro       | Los Almendros               |